# Koniklec
Koniklec (Pulsatilla) je nízká až středně vysoká trsnatá rostlina, s převážně ochlupenými listy i lodyhami, zařazená do čeledě pryskyřníkovitých. Poslední fylogenetické studie ukazují, že rod koniklec je geneticky nejblíže příbuzný a s velkou pravděpodobností i totožný s rodem sasanka (Anemone).

## Výskyt
Roste téměř v celém mírném klimatickém pásu severní polokoule, kde mu nejlépe svědčí středně suchá teplá a světlá stanoviště, travnaté svahy nebo i světlé lesní paseky s dobře provzdušněnou půdou. Rostlina někdy využívá mykorhizní symbiózy podporující její růst.
Rod se vyznačuje vysokou fenotypovou variabilitou, jejímž zdrojem je polyploidizace a hybridizace. Jednotlivé druhy jsou vymezeny na základě morfologických rozdílů listů a květů a správně rozlišit tyto znaky pro jednotlivé areály výskytu není snadné. Z toho plynou i nesnáze při určování jednotlivých druhů (celosvětově přes 30), poddruhů a hybridů, které jsou si často velmi podobné.
Ve střední Evropě rostou tyto druhy:
- Pulsatilla alpina (koniklec alpinský) – v ČR jen Krkonoše, jinak Alpy, Karpaty
- Pulsatilla grandis (koniklec velkokvětý) – v ČR jižní až střední Morava
- Pulsatilla montana – Alpy, v ČR neroste
- Pulsatilla patens (koniklec otevřený) – v ČR, jen v Čechách, na Moravě chybí
- Pulsatilla pratensis (koniklec luční) – Čechy i Morava
- Pulsatilla slavica (koniklec slovenský) – slovenské Karpaty, v ČR nepůvodní, jen pěstován popř. vysazen
- Pulsatilla styriaca – endemit rakouského Štýrska, v ČR neroste
- Pulsatilla subslavica (koniklec prostřední) – západní část slovenských Karpat, v ČR neroste
- Pulsatilla vernalis (koniklec jarní) – v ČR dnes velmi vzácný
- Pulsatilla vulgaris (koniklec německý) – v ČR nepůvodní, jen pěstován nebo zplanělý, původní už v Německu a Rakousku
- Pulsatilla zimmermannii (koniklec jižní) – vzácně východní Slovensko, v ČR neroste

Hybrid
- Koniklec Hackelův (Pulsatilla×hackelii) Pohl [2][3][4]

## Popis
Koniklec je vytrvalá bylina vysoká až 40 cm s přízemní růžici až 12cm velká, nejdříve chlupatých a později olysalých, složených nebo zpeřených listů. Z růžice vyrůstá chlupatý stonek (stvol) zakončený třemi přeslenovitě uspořádanými listeny, dělenými do úzkých úkrojků nebo 2krát zpeřenými, kryjící květní pupen na stopce. Stvol i stopka květu se v době kvetení a dozrávání plodů stále prodlužují. Hlavní dlouhý vřetenovitý nebo kůlovitý kořen, který stářím dřevnatí a tmavne, vytváří postupně adventní kořeny. První krátký článek stonku nad kořenem, hypokotyl, se postupně mění v oddenek s více pupeny a tím se rostlina rozrůstá.
Oboupohlavné pravidelné květy, někdy převislé, jsou pěti až sedmičetné. Chlupaté stejnobarevné volné kališní lístky vyrůstají ve dvou kruzích, bývají barvy fialové, modré, červené, růžové, bílé nebo žluté, jsou zvonkovitě skloněné nebo otevřeně rozložené. Korunní lístky chybí. Květ obsahuje okolo 100 spirálovitě uspořádaných stejně dlouhých tyčinek se žlutými prašníky hustě směstnanými okolo nižších pestíků s fialovými bliznami. Mnohé vnější tyčinky jsou přeměněny v patyčinky a produkují nektar. U některých druhů se vyskytuje mnohomanželnost květů, kdy na jedné rostlině jsou současně oboupohlavné a samčí květy (androecie).
Jako ochrana proti samoopylení jsou květy protogynické, nejdříve dozrávají vajíčka v semeníku a teprve později (asi za dva dny) pylová zrna. Opylování zajišťují čmeláci a včely, přenášejí pyl z květů dříve rozkvetlých na blizny později kvetoucích. Plodem je vřetenovitá zobákovitá nažka s dlouhým chlupatým chmýřím, které napomáhá dobrému roznášení větrem.

## Význam
Všechny druhy koniklece jsou jedovaté, obsahují labilní glykosidický lakton ranunkulin který se enzymaticky štěpí na jedovatý protoanemonin a glukózu. Protoanemonin po požití vyvolává zvracení a průjmy, po vstřebání tlumí centrální nervový systém, při dotyku dráždí pokožku a vyvolává záněty. Stejně nebezpečný je i pro dobytek. Sušením se však protoanemonin rozkládá na neaktivní dimer anemonin a stává se téměř neškodným. K otravám lidí nedochází, protože přílišná hořkost rostliny nedovoluje pozřít větší množství.
V lékařství se jen zřídka používá ve formě čaje (sušený list a kořen) nebo tinktury k léčbě zánětů reprodukčních orgánů, při gastrointestinálních poruchách, svalových křečích, astmatu, při revmatismu, dně nebo kožních problémech. Působí také jako slabé narkotikum, odstraňuje nespavost a úzkost, byly zjištěny i proti nádorové účinky. Bývá údajně využíván v homeopatii.
Koniklec je známá nenáročná skalnička s květy vypěstovanými i v méně obvyklých barvách a tvarech. Navíc je okrasná i ochmýřeným semeníkem, který je obzvláště elegantní po ránu, kdy je pokryt rosou. Vyžaduje slunečné a nezamokřené stanoviště. Rozmnožuje se nejčastěji semeny vysévanými brzy po dozrání, lze je také množit vegetativně rozdělením kořene.

## Ohrožení
Změnou přírodních podmínek dochází i k úbytku jednotlivých druhů koniklece v přírodě, proto jsou všechny druhy rostoucí v České republice chráněny. Jsou vyhlášeny za taxony:
- kriticky ohrožený C1 (CR):
  - Koniklec otevřený (Pulsatilla patens) (L.) Mill.
  - Koniklec jarní (Pulsatilla vernalis) (L.) Mill.
- silně ohrožený C2 (EN):
  - Koniklec velkokvětý (Pulsatilla grandis) Wender.
  - Koniklec luční (Pulsatilla pratensis) (L.) Mill.
- ohrožený C3 (VU):
  - Koniklec alpinský (Pulsatilla alpina) (L.) Delarbre [8]

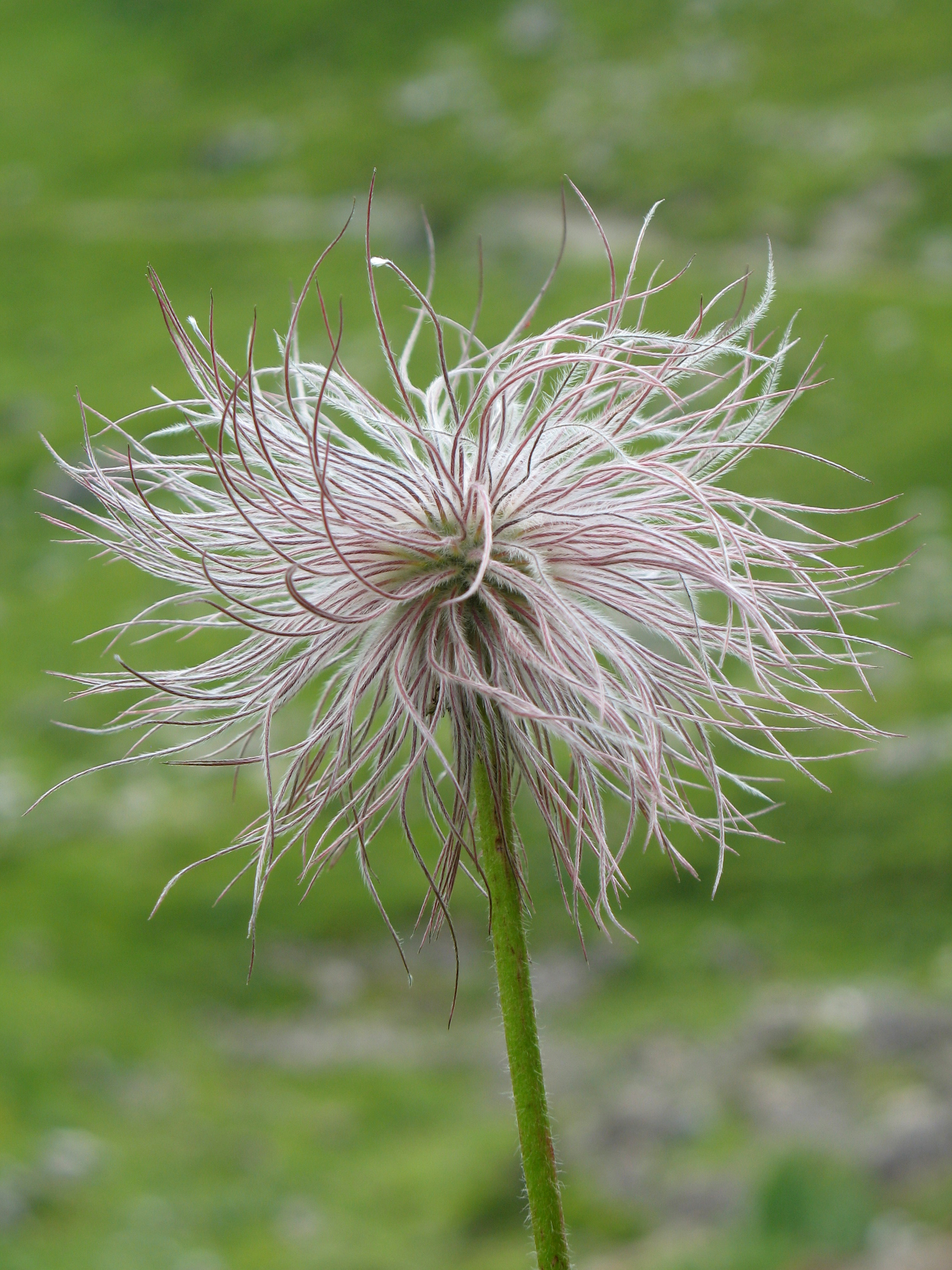
Ochmýřené nažky
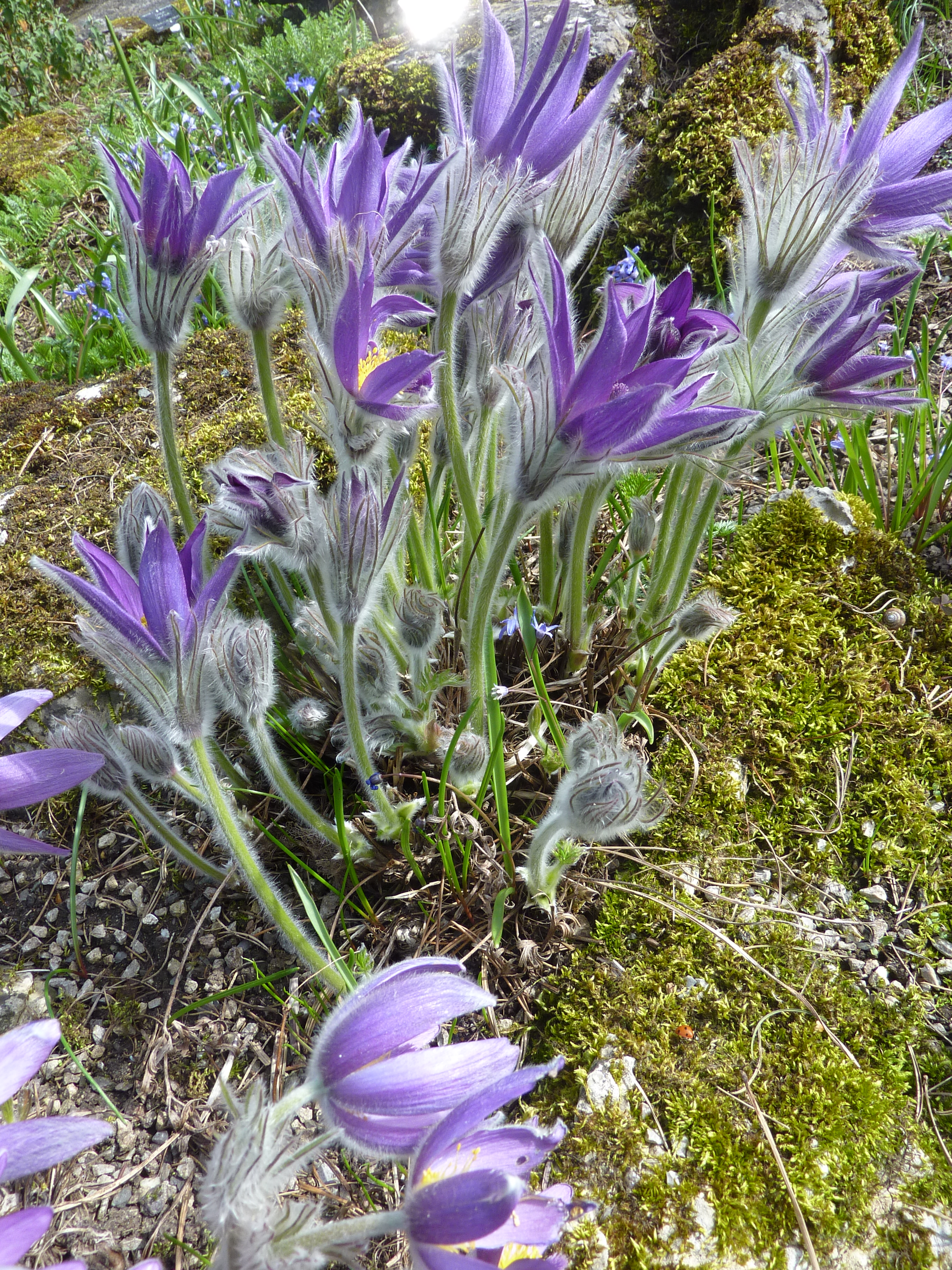
Koniklec Hallerův
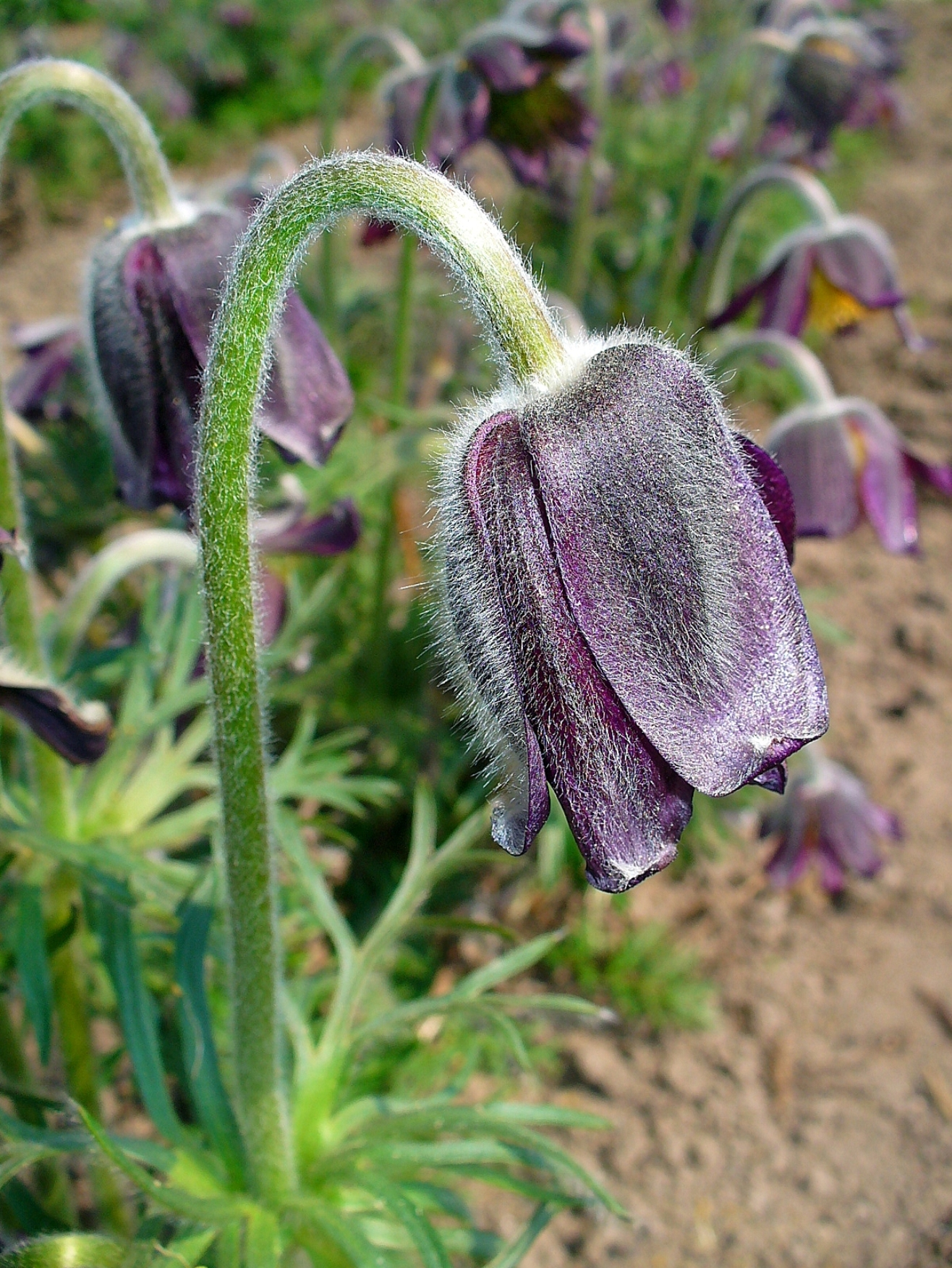
Koniklec luční
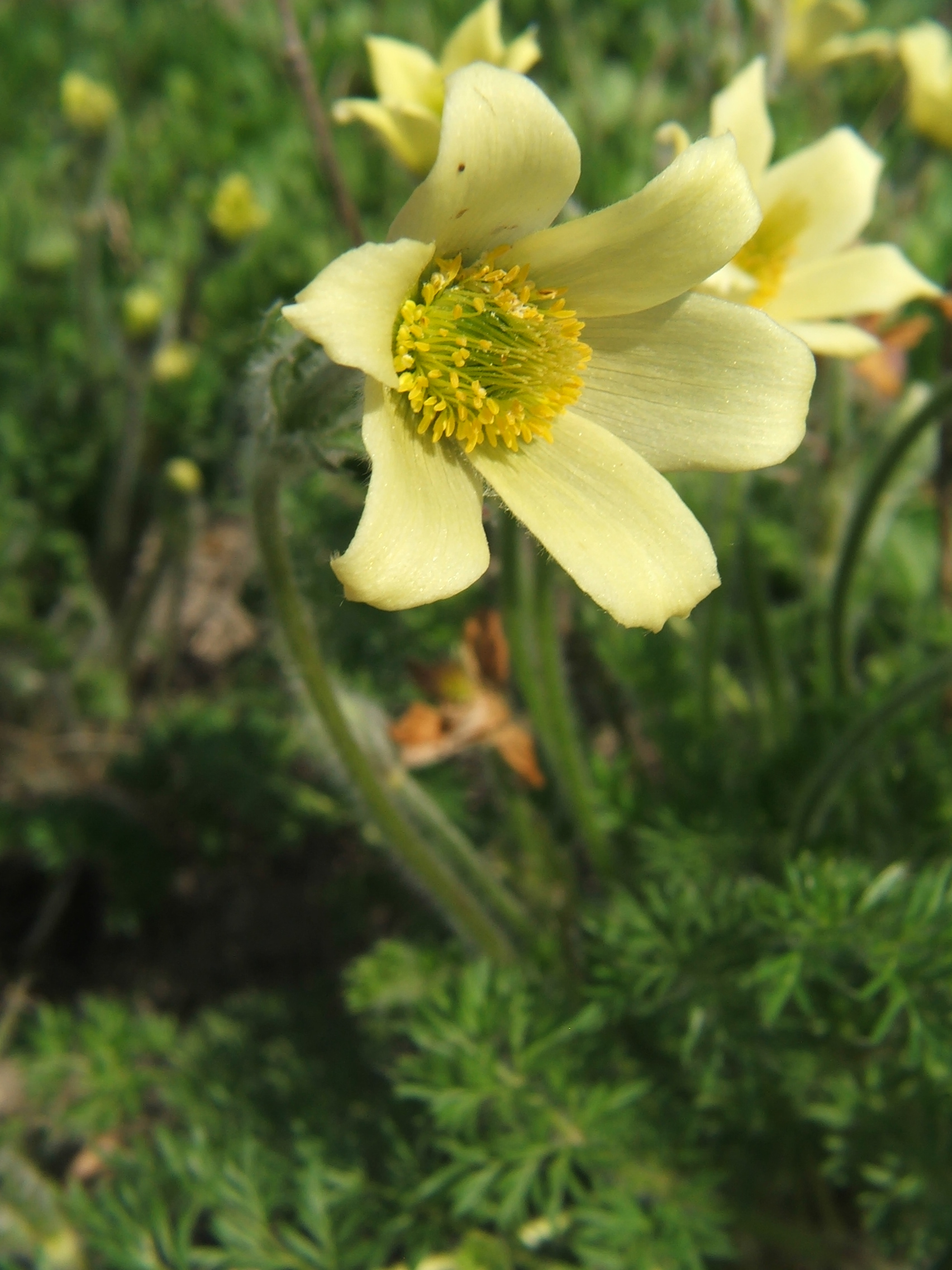
Koniklec albánský